# بلشون أبو قارب
البلشون أبو قارب أو السَّفَّاق أو البلشون القاربي المنقار أو البلشون القوقعي (بالإنجليزية: boat-billed heron)‏ هو فرد لاقياسي من فصيلة البلشونيات. وهو طائر ليلي ذو ريش أسود ورمادي وأبيض لكن أبرز ما فيه منقاره العريض الذي يبلغ 7.5سم وعرضه 5سم. وكذلك الريش العريض والطويل والأسود على الرأس ثم العينان الكبيرتان نسبياً والملائمتان لعاداته الليلية. ينتشر من الجزر المنخفضة والساحلية في جنوب غرب وشمال شرق المكسيك إلى جنوب البرازيل.